# Morris Frank

Morris Frank (23 de marzo de 1908 - 22 de noviembre de 1980) fue cofundador de  la primera escuela de perros guía en los Estados Unidos, The Seeing Eye.

## Historia
Morris quien perdió la vista a los 16 años de edad a causa de un accidente de automóvil, en 1928, descubrió la existencia de una escuela de adiestramiento de perros guía en Suiza. Se puso en contacto con la fundadora de la escuela, Dorothy Eustis, y le pidió que le entrenara un perro guía.
Eustis aceptó, y en 1929 Frank recibió a Buddy, un perro pastor alemán que se convirtió en el primer perro guía de Estados Unidos.
Finalmente fundó la primera escuela de adiestramiento de perros guía en Estados Unidos, The Seeing Eye.

## Premios
- En 2005, se inauguró una escultura en Morristown, Nueva Jersey, que representa a Morris Frank y su perro guía Buddy. La escultura, creada por John Seward Johnson II, está hecha de bronce y pintada a todo color. Representa a la pareja a mitad de camino, con Frank moviéndose hacia adelante como si le estuviera dando a Buddy el comando "hacia adelante".
- En 2008, se colocó una placa cerca de la sede original de The Seeing Eye en Nashville, Tennessee. La placa dice: "Independencia y dignidad desde 1929. The Seeing Eye, la mundialmente famosa escuela de entrenamiento de guías de perros, se incorporó en Nashville el 29 de enero de 1929, con sede en el Cuarto y Primer Edificio del Banco Nacional en 315 Union St. Morris Frank, un ciego de 20 años de Nashville, y su perro guía Buddy,desempeñaron un papel clave en la fundación y su posterior éxito de la escuela. Fue Frank quien persuadió a Dorothy Harrison Eustis para que estableciera una escuela en los Estados Unidos".
- En 2010, Morris Frank fue incluido póstumamente en el Salón de la Fama: Líderes y Leyendas del Campo de la Ceguera.[6]

## Impacto
La historia de Morris Frank y su perro guía Buddy ha sido contada en varias obras de la cultura popular.
En 1957, Frank escribió un libro sobre su tiempo con Buddy, titulado "First Lady of the Seeing Eye".
En 1984, Walt Disney produjo una película para televisión sobre la vida de Frank, titulada "Love Leads the Way: A True Story". Timothy Bottoms interpretó a Frank en la película.
En 1995, William Mooney escribió e interpretó un espectáculo de un solo hombre sobre la vida de Frank, titulado "With a Dog's Eyes".
En 2013, Kate Klimo escribió el libro infantil "Buddy", el segundo de una serie llamada "Dog Diaries".